# أويينغن
اويينغن (بالألمانية: Uhingen) هي مدينة وبلدة ألمانية تقع في ألمانيا في بادن-فورتمبيرغ. يقدر عدد سكانها بـ 13,895 نسمة .